# Шимайте, Она
Она Шимайте — библиотекарь Вильнюсского университета, в годы Второй мировой войны помогавшая евреям Вильнюсского гетто и за это удостоившаяся звания праведника мира.

## Биография
Родилась в Акмяне 6 января 1894 года, училась в Москве. С 1940 года стала работать библиотекарем университета в Вильнюсе.
С началом немецкой оккупации, когда в городе было создано гетто, стала помогать евреям, проникая внутрь под предлогом получения у студентов назад библиотечных книг. При этом она проносила в гетто еду и малогабаритное оружие, а из него скрытно выносила и спасала детей и исторические документы. Подпольщица находила людей, которые были готовы подделывать документы для собиравшихся бежать из гетто и обеспечивала его связь с внешним миром как курьер. Свой дом Она также использовала как временное убежище для евреев.
В апреле 1944 года арестована гестапо. Её пытали и собирались казнить, но после выплаты ректором университета выкупа транспортировали в Дахау, откуда затем перевезли в другой концлагерь на территории Франции. Из этого лагеря Шимайте была освобождена наступающими войсками союзников.
После войны три года провела в Израиле, остальное время — во Франции, где работала библиотекарем. Скончалась в Париже в доме престарелых, своё тело пожертвовала науке.

## Память
- Израильский институт Яд ва-Шем признал Ону Шимайте праведницей народов мира и высадил в её честь дерево
- В 2013 году власти Вильнюса приняли решение присвоить одной из улиц города имя Оны Шимайте[5]. Это решение было реализовано в 2015 году[6].